# Sutta Nipāta
Le Sutta Nipāta (pali), « choix d'instructions » , « collection de suttas », « ensemble de textes » ou « dépôt de sermons », est un recueil de sutras. C’est le cinquième livre du Khuddaka Nikāya , «petits textes ou petits discours », lui-même étant la cinquième partie du Sutta Pitaka du canon pali.
C’est l’un des recueils les plus anciens du bouddhisme. Par convention, les chercheurs utilisent l'abréviation « Sn » pour désigner les textes du Sutta Nipāta, tandis que l'abréviation « SN » fait traditionnellement référence au Samyutta Nikāya.
Divisé en cinq sections (vagga), le Sutta Nipāta se compose de 70 sutras (pali : sutta), un prologue et un épilogue, principalement sous forme versifiée, et quelques passages en prose.
Certains font également partie d’autres collections, comme le Majjhima Nikaya ou le Khuddakapāṭha). Une section figure dans le canon bouddhique chinois.
Certains auteurs considèrent que l’ensemble forme :  soit un tout homogène, soit un assemblage sans ordre logique, ou estiment que la plupart des suttas pourraient être antérieurs au bouddhisme et avoir été incorporés tardivement au corpus canonique.

## Datation
L’orientaliste japonais Hajime Nakamura estime que le Sutta Nipāta est un recueil très ancien. Selon lui, les deux dernières parties, intitulées Atthaka vagga (Sn. IV)  et Parayana vagga (Sn. V), existaient déjà du vivant du Bouddha Gotama,. Le moine theravāda américain Bhikkhu Bodhi, estime lui aussi qu’il s’agit  de textes datant du bouddhisme primitif.
Deux indices plaident  en faveur d’une datation remontant au bouddhisme ancien :
– Les deux parties (ou sections, ou vaggas) qui viennent d’être mentionnées, Atthaka vagga (Sn. IV)  et Parayana vagga (Sn. V), sont commentées dans le Khuddaka Nikāya. Livre XI. Niddesa : « Exposé  d'une partie du  Sutta Nipāta ». Le premier commentaire, (consacré à Sn.IV) intitulé Mahāniddesa est le plus long, 385 pages; le second, (consacré à  Sn. V) a pour titre Cūļaniddesa et compte 275 pages. Ces commentaires sont traditionnellement attribués  à  Sāriputta , le premier disciple du Bouddha,,.
– Dans le canon bouddhique chinois, figure une traduction de la quatrième section Aṭṭhaka Vagga (Sn. IV). L’indianiste britannique K. R. Norman (en) écrit : « Il semble que ce soit le seul vagga à avoir été traduit en chinois, ce qui signifierait que c'était vraisemblablement l'unique vagga à figurer dans le canon à partir duquel la traduction chinoise a été faite ». Il ajoute, faisant référence aux travaux de Rudolf Hoernlé (en)  que l’Aṭṭhaka Vagga  fait vraisemblablement partie du canon Sarvāstivādin (une des écoles majeures du bouddhisme ancien),.
Mais le moine theravāda américain Ṭhānissaro Bhikkhu (en) a un avis plus nuancé. Il considère qu’aucun élément connu à ce jour ne permet de conclure avec certitude  qu’il s’agit de textes du bouddhisme primitif (sans toutefois en exclure la possibilité).

## Présentation
Le Sutta Nipāta (pali), que l’on peut traduire par : « choix d'instructions », « collection de suttas », « ensemble de textes » ou  « dépôt de sermons », est un recueil de sutras du bouddhisme ancien. C’est le cinquième livre du Khuddaka Nikāya , « petits textes ou petits discours », lui-même étant la cinquième partie du Sutta Pitaka, dont il est probablement la plus ancienne partie.
Comme la plupart des recueils du bouddhisme primitif, il est divisé en sections (vagga), cinq en l’occurrence et compte 70 suttas, plus un prologue et un épilogue,. Parmi les autres textes canoniques, un seul recueil lui est proche d’un point de vue stylistique. Il s’agit de la 1re section Sagāthā Vagga (SN.I), partie du Samyutta Nikāya (SN), dont plusieurs suttas sont versifiés sous forme de dialogue. Il se distingue des autres recueils du canon, car tous les suttas qui le composent sont des poèmes rédigés en vers parfois mêlés de quelques passages en prose (sans qu'aucun ne soit qu'en prose). Il compte 1149 versets.
Trois suttas du Sutta Nipāta  figurent parmi les plus célèbres du bouddhisme ancien, comme : Sn. I.8 «Metta Sutta  ou  Karaṇīya-Mettā Sutta  (Discours sur la bienveillance ou la bonne volonté) » ;   Sn. II.1 . «Ratana Sutta (Les Trois Refuges) »  ; Sn. II.4 « Mahāmaṅgala Sutta (Discours sur la grande protection) ». Ils   tiennent une place importante dans le rituel de la tradition theravāda et sont récités quotidiennement sans les monastères, ainsi qu’à certaines occasions. Ils font partie des textes considérés comme étant protecteurs et sources de bénédiction spirituelle.

### Occurrences multiples dans le canon pali
Quelques suttas figurent dans plusieurs recueils sous les mêmes titres, comme (énumération non exhaustive):
- le Sela Sutta: (Sn.III.7) dans le Sutta Nipāta (Sn) et (MN 92) dans le Majjhima Nikaya (MN);
- le Vāseṭṭha Sutta: (Sn.III.9)  dans le Sutta Nipāta  et (MN. 98) dans le  Majjhima Nikaya ,;
- le Metta Sutta: (Sn. I.8 ) dans le Sutta Nipāta et (Khp.9) dans le Khuddakapatha (Khp);
- le Ratana Sutta: (Sn II.1) dans le Sutta Nipāta et  (Khp.6) dans le Khuddakapatha;
- le Mahamangala Sutta: (Sn.II.4) dans le Sutta Nipāta  et (Khp.5) dans le Khuddakapatha.
Il en est de même pour de nombreux versets, que l’on trouve dans deux, voire trois recueils, comme : les versets 45 et 46 du (Sn I.3) Khaggavisāṇa Sutta  (Seul comme un rhinocéros)  qui figurent en outre dans le Dhammapada (Dhp. XXIII) L’éléphant, versets 328 et 329 ; dans le  Vinaya Pitaka II. Khandhaka 10.1, L’histoire de Dīghāvu et dans le Majjhima  Nikaya (MN).
Dans le canon bouddhique chinois , une version de l’ Aṭṭhaka Vagga (Sn. IV), ainsi que des fragments d’une version en sanskrit de l’ensemble du Sutta Nipāta (Sn), ont été retrouvés.

### Sections anciennes

#### Section I. Uraga Vagga .
Le Khaggavisānasutta (Sn.I.3), semble également révéler une forme ancienne de monachisme bouddhique, qui insiste sur la quête individuelle d'une manière proche de la tradition indienne des samnyāsins. Une version assez complète de ce sutra a été  trouvée dans les textes bouddhistes gandhariens, en 1994, parmi les plus anciens manuscrits indiens connus.

#### Sections IV. Aṭṭhaka Vagga  et V. Pārāyana Vagga .
Les deux sections Aṭṭhaka Vagga (Sn. IV) et Pārāyana Vagga (Sn. V), sont considérées comme considérablement antérieures au reste du canon pali et révéleraient une forme plus précoce de la religion bouddhique. Ce point de vue se fonde sur l'aspect littéraire des textes, leur inclusion dans les commentaires les plus anciens, mais également parce qu'ils expriment des croyances bouddhiques sous une forme différente de leurs versions les plus courantes,.
Luis Oscar Gómez note qu’elles traitent respectivement des questions des plaisirs sensuels en général (et non seulement sexuels), et du processus de libération, prajñā. La méditation bouddhique y est abordée sous un angle plus proche de la pratique samatha bhavana (la première étape), que de vipassanā bhavana (seconde étape), alors que les sutras ultérieurs du canon enseigneront l'équilibre entre des deux. Y est aussi mentionné le « monde du sans forme », arūpaloka , ce qui a amené l’auteur à souligner la proximité de ces enseignements avec ceux de l’école Madhyamika du bouddhisme mahāyāna, dans lesquels  la notion de vacuité, Śūnyatā, tient une place centrale.

#### Ensemble du Sutta Nipāta.
En ce qui concerne l’articulation des sections entre elles, les auteurs indianistes ont des lectures différentes: Luis Oscar Gómez , considère que les cinq sections forment un tout homogène; Tilmann Vetter, estime qu’elles constituent un ensemble composite, car, selon lui, certains suttas (notamment ceux de Sn.IV. Aṭṭhaka Vagga ) proviendraient de groupe ascétiques ayant précédé Siddhartha Gautama, et auraient été intégrés postérieurement au corpus bouddhique; André Bareau est sur la même ligne, ne voyant, quant à lui, aucun ordre logique dans les sections du Sutta Nipāta, contrairement aux autres recueils du canon.

Bhikkhu Bodhi  note : 

« For the Sutta Nipata, as for all the texts of early buddhism, the ultimate goal of spiritual training is said to be nibbāna.
[Pour le Sutta Nipata, comme c’est le cas pour tous les textes du bouddhisme primitif, le but ultime de l'entraînement spirituel est dit être le nibbāna.] »

## Composition
Le Sutta Nipāta est composé de 70 suttas, répartis en cinq sections (vaggas). Les titres indiqués en français sont basés sur les travaux de plusieurs auteurs : 
- I. Uraga Vagga (Section du Serpent): 12 suttas ;
- II. Cûla Vagga (Petite  section) : 14 suttas ;
- III. Maha Vagga (Grande section) : 12 suttas ;
- IV. Atthaka Vagga (en) (Section des Octades[h]): 16 suttas ;
- V. Pārāyana Vagga ( Section du Chemin qui conduit au-delà) :16 suttas (plus 1 prologue et 1 épilogue).

### I. Uraga Vagga (Section du Serpent), 12 suttas
| Numéro du sutra | Titre en pali           | Titre en français                   |
| --------------- | ----------------------- | ----------------------------------- |
| Sn I.1          | Uraga Sutta (en)        | Changer de peau comme les serpents. |
| Sn I.2          | Dhaniya Sutta           | Dhaniya le bouvier                  |
| Sn I.3          | Khaggavisāṇa Sutta (en) | Seul comme le rhinocéros.           |
| Sn I.4          | Kasibhāradvāja Sutta    | Kasibhāradvāja le fermier           |
| Sn I.5          | Cunda Sutta             | Cunda le forgeron                   |
| Sn I.6          | Parābhava Sutta         | Les douze causes de chutes          |
| Sn I.7          | Vasala Sutta            | Les intouchables                    |
| Sn I.8          | Metta Sutta             | La bienveillance                    |
| Sn I.9          | Hemavata Sutta          | Les Yaksha Hemavata et Sātāgira     |
| Sn I.10         | Āḷavaka Sutta           | Le Yaksha Āḷavaka                   |
| Sn I.11         | Vijaya Sutta            | Victoire sur l’illusion du corps    |
| Sn I.12         | Muni Sutta              | Le Sage                             |

### II. Cūla Vagga (Petite section)
| Numéro du sutra | Titre en pali            | Titre en français          |
| --------------- | ------------------------ | -------------------------- |
| Sn II.1         | Ratana Sutta (en)        | Les Trois Refuges          |
| Sn II.2         | Āmaghanda Sutta          | La puanteur                |
| Sn II.3         | Hiri Sutta               | La conscience.             |
| Sn II.4         | Maṅgala Sutta            | La plus haute protection   |
| Sn II.5         | Sūciloma Sutta           | Sūciloma le Yaksha         |
| Sn II.6         | Dhammacariya Sutta       | La bonne conduite.         |
| Sn II.7         | Brāhmaṇadhammika Sutta   | La Tradition des Brahmanes |
| Sn II.8         | Nāvā Sutta               | La parabole du bateau      |
| Sn II.9         | Kiṃsīla Sutta            | Bons comportements         |
| Sn II.10        | Uṭṭhāna Sutta            | Réveillez-vous             |
| Sn II.11        | Rāhula Sutta             | Conseils à Rāhula          |
| Sn II.12        | Vaṅgīsa Sutta            | Vaṅgīsa                    |
| Sn II.13        | Sammāparibbājanīya Sutta | La Parfaite errance        |
| Sn II.14        | Dhammika Sutta (en)      | Dhammika l’Upāsaka         |

### III. Mahā Vagga (Grande section)
| Numéro du Sutra | Titre en pāli             | Titre en français                |
| --------------- | ------------------------- | -------------------------------- |
| Sn III.1        | Pabbajjā Sutta            | Partir                           |
| Sn III.2        | Padhāna Sutta             | L’effort                         |
| Sn III.3        | Subhāsita Sutta           | L’éloquence                      |
| Sn III.4        | Sundarikabhāradvāja Sutta | Sundarika Bhāradvāja le brahmane |
| Sn III.5        | Māgha Sutta               | Māgha le brahmane                |
| Sn III.6        | Sabhiya Sutta             | Sabhiya le vagabond              |
| Sn III.7        | Sela Sutta                | Sela le brahmane                 |
| Sn III.8        | Salla Sutta               | La flèche                        |
| Sn III.9        | Vāseṭṭha Sutta            | Vāseṭṭha le brahmane             |
| Sn III.10       | Kokālika Sutta            | Le bhikshu Kokālika              |
| Sn III.11       | Nālaka Sutta              | Pour Nālaka                      |
| Sn III.12       | Dvayatānupassanā Sutta    | Contemplation des dualités       |

### IV. Atthaka Vagga (Section desOctadesou Octets)
| Numéro du Sutra | Titre en pāli       | Titre en français                  |
| --------------- | ------------------- | ---------------------------------- |
| Sn IV.1         | Kāma Sutta          | Les désirs sensuels                |
| Sn IV.2         | Guhaṭṭhaka Sutta    | L’octade du corps-caverne.         |
| Sn IV.3         | Duṭṭhaṭṭhaka Sutta  | L’octade de l’esprit corrompu.     |
| Sn IV.4         | Suddhaṭṭhaka Sutta  | L’octade de l’esprit pur.          |
| Sn IV.5         | Paramaṭṭhaka Sutta  | L'octade de l’esprit suprême..     |
| Sn IV.6         | Jarā Sutta          | La vieillesse                      |
| Sn IV.7         | Tissametteyya Sutta | À Tissametteyya                    |
| Sn IV.8         | Pasūra Sutta        | À Pasūra                           |
| Sn IV.9         | Māgandiya Sutta     | À Māgandiya                        |
| Sn IV.10        | Purābheda Sutta     | Avant la dissolution du corps      |
| Sn IV.11        | Kalahavivāda Sutta  | Querelles et disputes              |
| Sn IV.12        | Cūlaviyūha Sutta    | Petit discours sur les désaccords. |
| Sn IV.13        | Mahāviyūha Sutta    | Grand discours sur les désaccords  |
| Sn IV.14        | Tuvaṭaka Sutta      | La Voie rapide                     |
| Sn IV.15        | Attadaṇḍa Sutta     | Celui qui a pris le bâton          |
| Sn IV.16        | Sāriputta Sutta     | Sāriputta                          |

### V. Parayana Vagga (Section du Chemin qui conduit au-delà)
| Numéro du Sutra | Titre en pāli             | Titre en français              |
| --------------- | ------------------------- | ------------------------------ |
| Prologue        | Vatthugāthā               | Bāvarī et ses 16 disciples     |
| Sn V.1          | Ajitamāṇavapucchā         | Les questions d’Ajita          |
| Sn V.2          | Tissametteyyamāṇavapucchā | Les questions deTissa Metteyya |
| Sn V.3          | Puṇṇakamāṇavapucchā       | Les questions de Puṇṇaka       |
| Sn V.4          | Mettagūmāṇavapucchā       | Les questions de Mettagū       |
| Sn V.5          | Dhotakamāṇavapucchā       | Les questions de Dhotaka       |
| Sn V.6          | Upasīvamāṇavapucchā       | Les questions de Upasīva       |
| Sn V.7          | Nandamāṇavapucchā         | Les questions de Nanda         |
| Sn V.8          | Hemakamāṇavapucchā        | Les questions de Hemaka        |
| Sn V.9          | Todeyyamāṇavapucchā       | Les questions de Todeyya       |
| Sn V.10         | Kappamāṇavapucchā         | La question de Kappa           |
| Sn V.11         | Jatukaṇṇīmāṇavapucchā     | Les questions de Jatukaṇṇī     |
| Sn V.12         | Bhadrāvudhamāṇavapucchā   | La question de Bhadrāvudha     |
| Sn V.13         | Udayamāṇavapucchā         | Les questions de Udaya         |
| Sn V.14         | Posālamāṇavapucchā        | La question de Posāla          |
| Sn V.15         | Mogharājamāṇavapucchā     | La question de Magharāja       |
| Sn V.16         | Piṅgiyamāṇavapucchā       | La question de Piṅgiya         |
| Épilogue        |                           | Épilogue                       |